# Paide Linnameeskond

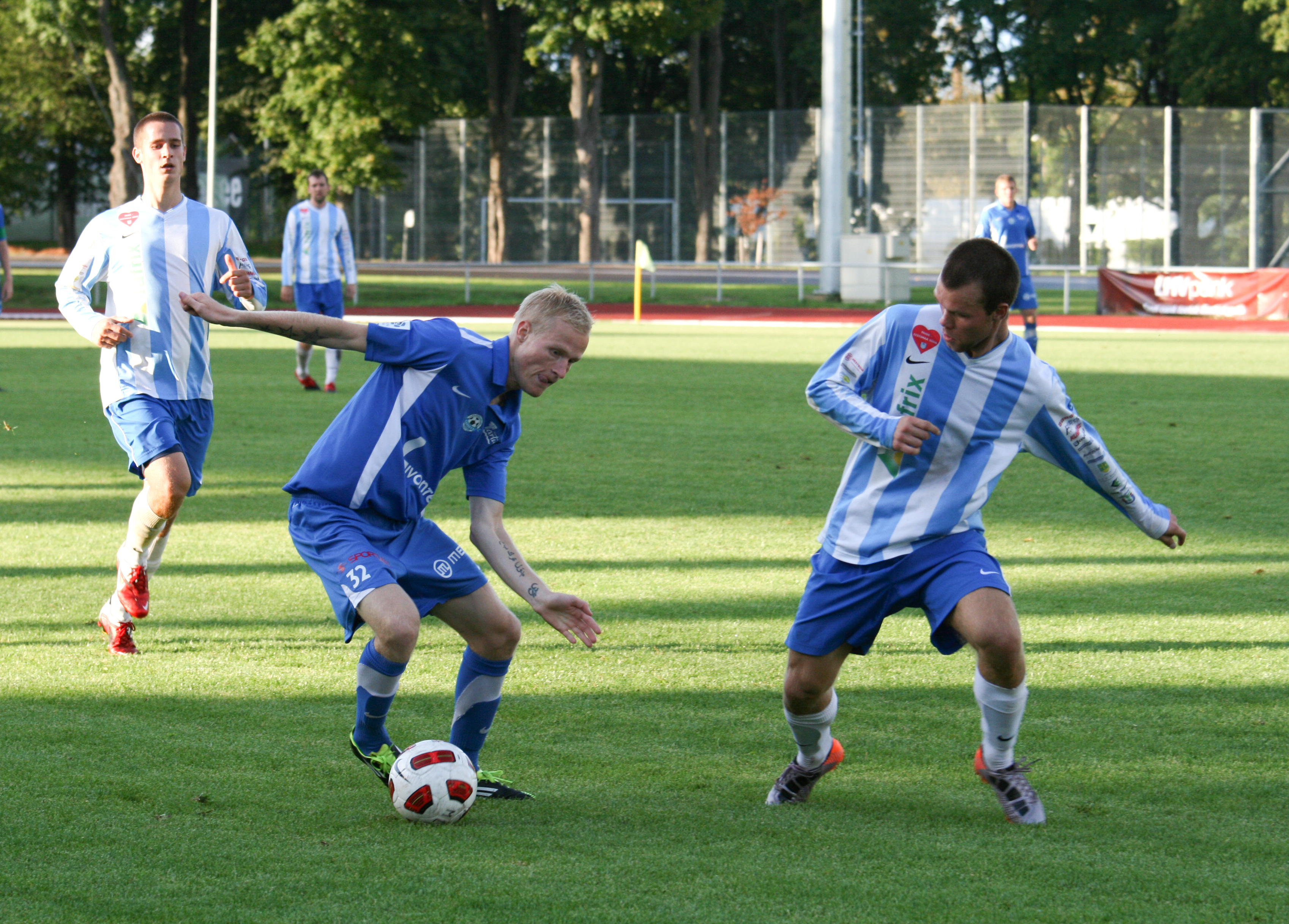
Paide Linnameeskond in actie

Paide Linnameeskond is een Estische voetbalclub uit Paide, een stad in het midden van het land. De thuiswedstrijden worden gespeeld in het Paide linnastaadion. De clubkleuren zijn blauw en rood.

## Geschiedenis
In 1990 werd de club opgericht. Vanaf 2005 werd er vier keer achtereenvolgens gepromoveerd, waardoor het in 2009 voor het eerst in de Meistriliiga speelde. Sindsdien verbleef de club daar.
Het bereikte de finale van de Estische voetbalbeker in 2015, waarin het verloor van JK Nõmme Kalju met 0-2. Hiermee verging de kans op Europees voetbal. Dat werd in 2020 voor het eerst bereikt, want het eindigde als vierde in de Meistriliiga. In de eerste kwalificatieronde van de UEFA Europa League kwam de ploeg niet langs FK Žalgiris uit Litouwen. Het jaar erop werd men zelfs tweede in de eindrangschikking, maar ook hier kwam het niet verder dan de eerste kwalificatieronde. In de UEFA Conference League was het Poolse Śląsk Wrocław te sterk.
In 2022 behaalde de ploeg, door het behalen van een 3e plaats wederom een ticket voor de kwalifactie wedstrijden van de UEFA Conference League. Nõmme Kalju FC behaalde evenveel punten, echter was het doelsaldo aanzienlijk hoger van Paide. Kalju: +29 tegenover +46 van Paide. De eerste wedstrijd werd gespeeld tegen FC Dinamo Tbilisi. In Georgie werd knap met 3-2 gewonnen. De thuiswedstrijd eindigde (na verlenging) in 1-2 voor Dinamo. Hierdoor moest het worden beslist aan de hand van strafschoppen. Deze werden winnend afgesloten. De ploeg ging door naar de volgende kwalificatieronde. De thuiswedstrijd trok 1440 toeschouwers.  Hier wachtte FC Ararat-Armenia. Beide wedstrijden werden met 0-0 afgesloten. Ook deze strafschoppen werden gewonnen door de ploeg. Paide kwam wederom een ronde verder. In de derde kwalificatieronde was RSC Anderlecht de tegenstander. Beide wedstrijden werden verloren (0-2 en 0-3) hierdoor kwam deze Europese campagne tot een eind. De thuiswedstrijd tegen Anderlecht werd gespeeld in de A. Le Coq Arena en trok 7506 toeschouwers.
Paide Kumake is een satellietclub van Paide Linnameeskond.

## Eindklasseringen vanaf 1998
| 8 |

| 6 |

|  |

| 7 |

| 6 |

| 3 |

| 1 |

| 1 |

| 4 |

| 9 |

| 8 |

| 6 |

| 6 |

| 5 |

| 6 |

| 7 |

| 6 |

| 6 |

| 5 |

| 4 |

| 2 |

| 3 |

| 3 |

| 4 |

| 3 |

| Meistriliiga | Esiliiga | Esiliiga B | III liiga | Niveau 5 |

De Esiliiga B startte in 2013. Daarvoor was de Liiga II het derde voetbalniveau in Estland.

## Erelijst
Estische supercup
2023
Estische voetbalbeker
2022

## In Europa
Uitslagen vanuit gezichtspunt Paide Linnameeskond
| Seizoen | Competitie        | Ronde | Land               | Club               | Totaalscore  | 1e W    | 2e W       | PUC |
| ------- | ----------------- | ----- | ------------------ | ------------------ | ------------ | ------- | ---------- | --- |
| 2020/21 | Europa League     | 1Q    | Vlag van Litouwen  | FK Žalgiris        | 0-2          | 0-2 (U) |            | 0.5 |
| 2021/22 | Conference League | 1Q    | Vlag van Polen     | Śląsk Wrocław      | 1-4          | 1-2 (T) | 0-2 (U)    | 0.0 |
| 2022/23 | Conference League | 1Q    | Vlag van Georgië   | FC Dinamo Tbilisi  | 4-4 (6-5 ns) | 3-2 (U) | 1-2 nv (T) | 2.0 |
|         |                   | 2Q    | Vlag van Armenië   | FC Ararat-Armenia  | 0-0 (5-3 ns) | 0-0 (U) | 0-0 nv (T) | 2.0 |
|         |                   | 3Q    | Vlag van België    | RSC Anderlecht     | 0-5          | 0-2 (T) | 0-3 (U)    | 2.0 |
| 2023/24 | Conference League | 1Q    | Vlag van Faeröer   | B36 Tórshavn       | 0-2          | 0-0 (U) | 0-2 nv (T) | 0.5 |
| 2024/25 | Conference League | 1Q    | Vlag van Wales     | Bala Town FC       | 3-2          | 2-1 (U) | 1-1 nv (T) | 3.0 |
|         |                   | 2Q    | Vlag van IJsland   | Stjarnan FC        | 5-2          | 1-2 (U) | 4-0 (T)    | 3.0 |
|         |                   | 3Q    | Vlag van Zweden    | BK Häcken          | 2-7          | 1-6 (U) | 1-1 (T)    | 3.0 |
| 2025/26 | Conference League | 1Q    | Vlag van Gibraltar | FC Bruno's Magpies | 7-3          | 3-2 (U) | 4-1 (T)    | 2.0 |
|         |                   | 2Q    | Vlag van Zweden    | AIK Fotboll        | 0-8          | 0-2 (T) | 0-6 (U)    | 2.0 |

Totaal aantal punten voor UEFA coëfficiënten: 8.0
Zie ook
- Deelnemers UEFA-toernooien Estland
- Ranglijst van alle clubs die in de diverse Europa Cups zijn uitgekomen